# Direitos da juventude

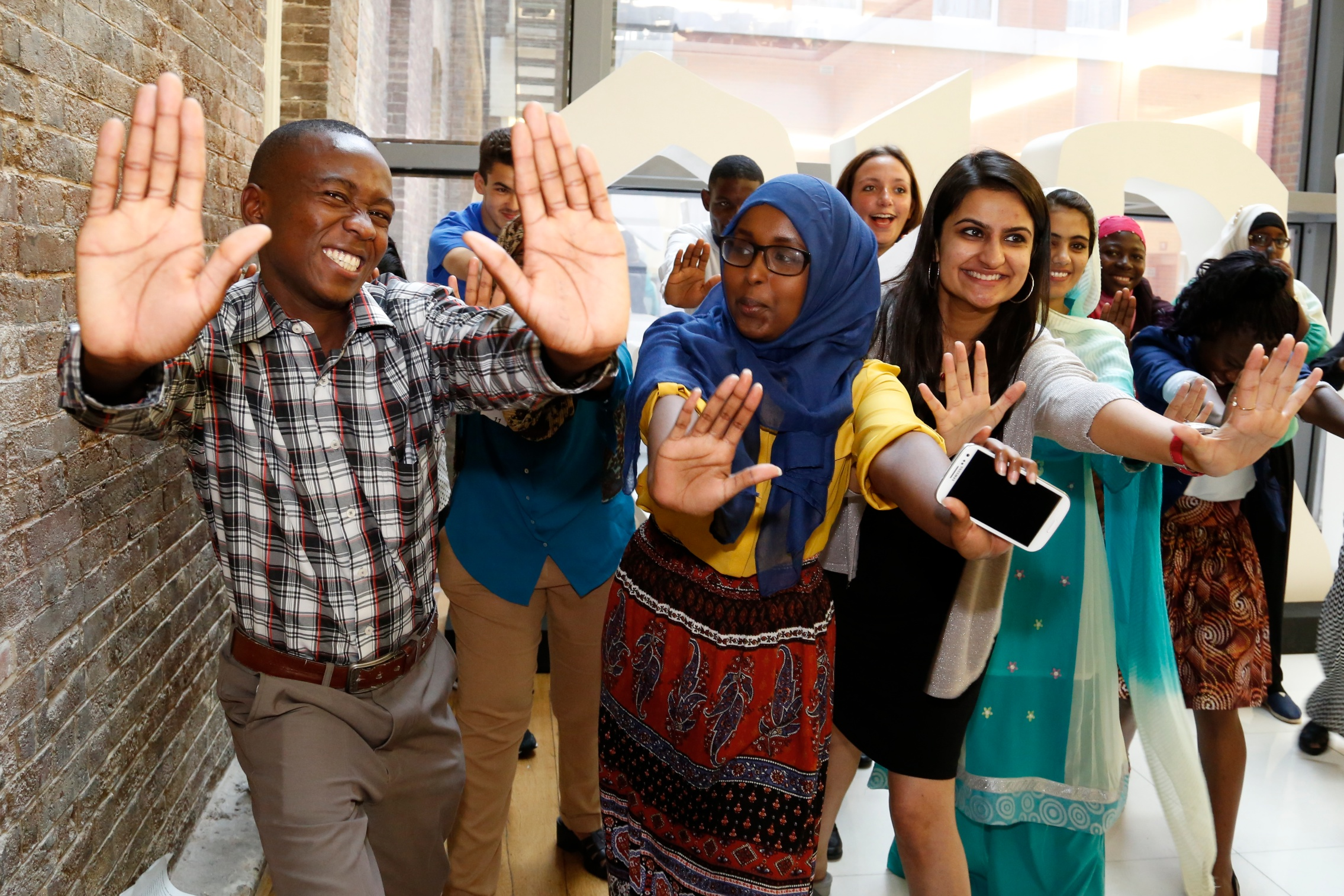
Os membros do painel Youth For Change derrubam barreiras metafóricas

O movimento dos direitos juvenis (também conhecido como libertação juvenil ) busca garantir aos jovens direitos que tradicionalmente são reservados aos adultos, por terem atingido uma idade específica ou maturidade suficiente.  Isso é muito semelhante à noção de capacidades em desenvolvimento dentro do movimento pelos direitos das crianças, mas o movimento pelos direitos da juventude difere do movimento pelos direitos das crianças porque o último enfatiza o bem-estar e a proteção das crianças por meio das ações e decisões de adultos, enquanto o movimento pelos direitos dos jovens busca conceder aos jovens a liberdade de tomar suas próprias decisões de forma autônoma nas formas em que os adultos são permitidos, ou diminuir as idades mínimas legais em que tais direitos são adquiridos, como a maioridade e o direito de voto idade. 
Os direitos dos jovens aumentaram ao longo do último século em muitos países. O movimento pelos direitos da juventude busca aumentar ainda mais os direitos da juventude, com alguns defendendo a equidade intergeracional.
Os direitos codificados dos jovens constituem um aspecto de como os jovens são tratados na sociedade. Outros aspectos incluem questões sociais sobre como os adultos veem e tratam os jovens e como uma sociedade é aberta à participação dos jovens.

## Problemas
De importância primordial para os defensores dos direitos da juventude são as percepções históricas dos jovens, que eles dizem serem opressivas e informadas pelo paternalismo, adultismo e preconceito de idade em geral, bem como o medo de crianças e jovens . Várias dessas percepções feitas pela sociedade incluem a suposição de que os jovens são incapazes de tomar decisões cruciais e precisam ser protegidos de sua tendência de agir impulsivamente. Os defensores dos direitos da juventude acreditam que essas percepções informam as leis em toda a sociedade, incluindo idade para votar, leis de trabalho infantil, leis de direito ao trabalho, toque de recolher, idade para beber / fumar, idade para jogos de azar, idade para consentimento, idade para dirigir, sufrágio juvenil, emancipação de menores, menores e aborto, adoção fechada, punição corporal, maioridade e recrutamento militar . Restrições aos jovens que seriam consideradas inaceitáveis se aplicadas a adultos são vistas pelos defensores dos direitos dos jovens como uma forma de discriminação .
Existem conjuntos específicos de questões que abordam os direitos dos jovens nas escolas, incluindo tolerância zero, " escolas gulag ", In loco parentis e direitos dos alunos em geral. Homeschooling, unschooling e escolas alternativas são questões populares dos direitos dos jovens. Um esforço de longa data dentro dos movimentos pelos direitos da juventude tem se concentrado no engajamento cívico . Outras questões incluem mesada obrigatória e parentalidade não autoritária. Houve uma série de campanhas históricas para aumentar os direitos de voto dos jovens, diminuindo a idade para votar e a idade de candidatura . Também há esforços para que os jovens sejam eleitos para cargos de destaque nas comunidades locais, inclusive como vereadores e prefeitos. Por exemplo, na eleição para prefeito de Raleigh em 2011, Seth Keel, de 17 anos, lançou uma campanha para prefeito, apesar da exigência de idade de 21 anos As estratégias para obter os direitos dos jovens que são frequentemente utilizadas por seus defensores incluem o desenvolvimento de programas e organizações juvenis que promovem o ativismo juvenil, participação juvenil, empoderamento juvenil, voz juvenil, parcerias jovens/adultos, equidade intergeracional e desobediência civil entre jovens e adultos.   

## Direitos da juventude

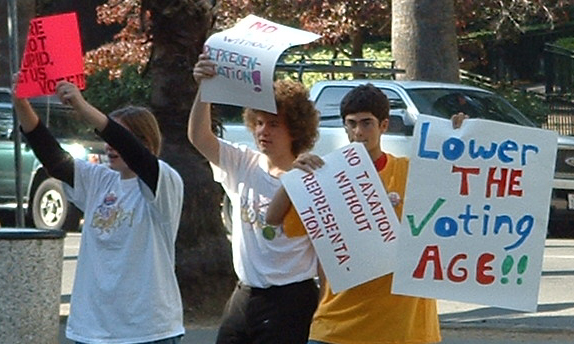
NYRA Berkeley protesto de idade para votar

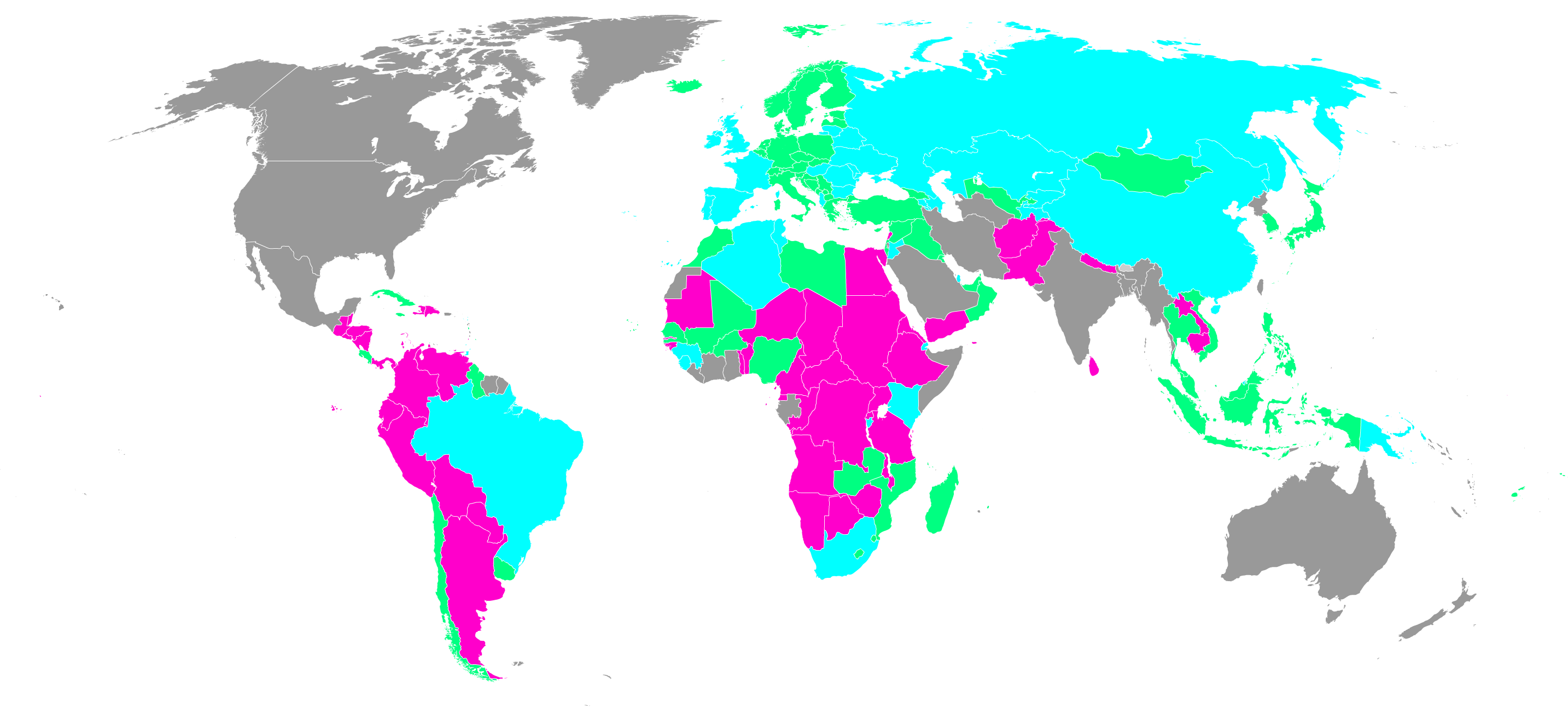
Convenção de idade mínima 14 anos: roxo 15 anos: verde 16 anos: azul

Os direitos das crianças abrangem todos os direitos pertencentes às crianças. Quando os indivíduos crescem, eles recebem novos direitos (como votar, consentir e dirigir) e deveres (como responsabilidade criminal e elegibilidade para o recrutamento). Existem diferentes limites mínimos de idade em que os jovens são, situacionalmente, não independentes ou considerados legalmente competentes para tomar certas decisões ou tomar certas ações. Alguns direitos e responsabilidades que vêm legalmente com a idade são:
- idade de votação
- idade de candidatura
- idade de consentimento
- Maioridade
- Idade da responsabilidade criminal
- Idade para beber
- Idade para dirigir
- idade legal para trabalhar
- Direito ao trabalho
- direitos do estudante
- sufrágio juvenil

Depois que os jovens atingem esses limites, eles são livres para votar, comprar ou consumir bebidas alcoólicas, dirigir carros, entre outros atos.